# 한국-타이완 클럽 챔피언십
한국-타이완 클럽 챔피언십 혹은 중한 프로야구 선수권대회(韓國-臺灣-, 영어: KBO-CPBL Club Championship, 중국어 정체자: 中韓職棒冠軍賽, 병음: Zhōng Hán Zhíbàng Guànjūnsài, 중국어 정체자: 中韓冠軍賽, 병음: Zhōng Hán Guànjūnsài)은 대한민국과 중화민국(타이완) 프로야구 우승 팀끼리 자웅을 겨루는 국제 대회이다. 한일 클럽 챔피언십이 단판 승부인 반면, 이 대회는 2경기로 열린다.

## 역대 대회 결과
| 연도        | 개최지        | 팀1           | 점수                        | 팀2        |
| ----------- | ------------- | ------------- | --------------------------- | ---------- |
| 2010년 상세 | 타이완 타이중 | 슝디 엘리펀츠 | 3 - 2 (1차전) 2 - 5 (2차전) | SK와이번스 |

## 상금
- 총 상금 : 3억 6,500만원
  - 승리 : 1억 4,500만원
  - 패배 : 3,500만원

## 같이 보기
- 아시아 시리즈
- 아시아 야구 선수권 대회
- 아시아 프로야구 챔피언십